# فرانك رودريغيز
فرانك رودريغيز (بالإنجليزية: Frank Rodriguez) هو لاعب كرة قاعدة أمريكي، ولد في 11 ديسمبر 1972 في بروكلين في الولايات المتحدة.

## وصلات خارجية
- فرانك رودريغيز على موقعبيزبول رفرنس.كوم (الدوري الرئيسي) (الإنجليزية)
- فرانك رودريغيز على موقعبيزبول رفرنس.كوم (الدوري الثانوي) (الإنجليزية)
- فرانك رودريغيز على موقع مشجعي الرسوم البيانية (الإنجليزية)